# Jean Théodore Bergman
Jean Théodore Bergman (* 24. April 1795 in Vlissingen; † 24. oder 25. oder 22. November 1878 in Leiden) war ein niederländischer evangelischer Geistlicher, Philologe und Bibliothekar.

## Leben
Jean Théodore Bergman war der Sohn des Hauptmanns der Niederländischen Republik Christoffel Martin Carel Bergman (* 1751 in Haag; † 18. Juli 1829 in Leiden) und dessen Ehefrau Charlotte Elisabeth, die Tochter des Predigers in Utrecht, Daniel Théodore Huët (1724–1795).
Aufgrund des Regierungswechsels 1795 (siehe Batavische Republik) wurde sein Vater ausgebürgert und Jean Théodore Bergman verbrachte seine Kindheit und die ersten Jugendjahre mit seiner Mutter im Haus seiner Großmutter Esther (geb. Joly) (1727–1806), der Witwe von Daniel Théodore Huët in Utrecht. Im Alter von sieben Jahren zog er, gemeinsam mit seinen Eltern, 1802 nach Leiden und besuchte dort das Gymnasium (siehe Städtisches Gymnasium Leiden) und die Lateinschule.
Am 16. März 1812 wurde er, nach Abschluss der Lateinschule, an der Theologischen Fakultät der Universität Leiden immatrikuliert und hörte Vorlesungen unter anderem bei Johannes van Voorst. Als Student löste er mit Erfolg eine akademische Preisfrage der Philosophischen Fakultät über die römische Literatur vom Ersten Punischen Krieg bis Vespasian.
Obwohl er 1819 in der Theologie mit einer Dissertation über den 110. Psalm promovierte und als Predigerkandidat aufgenommen wurde, wandte er sich der Alten Literatur zu, weil er aufgrund seines Sprachorgans für das Predigtamt wenig geeignet war; dazu waren viele kleinere Kirchen aufgehoben worden. Im selben Jahr promovierte er dazu mit seiner Arbeit Areiopagitikos: Specimen academicum inaugurale, exhibens Isocratis Areopagiticum instructum über eine Ausgabe des Areopagiticus des Isokrates. Aufgrund dieser Dissertation wurde er als Mitglied in die Historische Gesellschaft in Middelburg (Koninklijk Zeeuwsch Genootschap der Wetenschappen) aufgenommen. Er war auch Mitglied der Utrechter Gesellschaft der Künste und Wissenschaften (Utrechtsch Genootschap van Kunsten en Wetenschappen), die 1832 gegründet worden war.
Er übersetzte 1820 die Schrift Ueber Homers Leben und Gesänge von Johann Heinrich Justus Köppen, dem 1826 eine Fortsetzung über die Odyssee folgte. Von 1822 bis 1823 gab er ein Handwörterbuch der Griechischen Sprache in etymologischer Ordnung heraus, lieferte 1823 eine Vorrede und Anmerkungen zu den kleineren Schriften von Ruhnkenius (siehe David Ruhnken), 1824 eine neue Ausgabe von Ruhnken's Elogium Hemsterhusii sowie Daniel Wyttenbach's Vita Ruhnkenii und unterstützte seinen Verwandten Petrus Josua Ludovicus Huët bei der Abfassung von dessen Dissertation Specimen academicum inaugurale, de antiquissimorum Dei cultorum. 1825 half er auch dem späteren Philologen Antonius Hirschig (1802–1871) bei dessen Dissertation L. A. Senecæ liber de Tranquillitate Animi und schrieb 1831 eine neue Ausgabe von Hugo Grotius Schrift De veritate religionis christianae und verfasste 1841 eine Biografie des Rektors der Lateinschule in Leiden Franz Anton Bosse († 1841), dem er seine Kenntnisse der griechischen und lateinischen Sprache verdankte. Diese Schrift, die sich direkt gegen die damals und noch lange danach vorherrschende öffentliche Meinung über die klassische Bildung und offen gegen die Vermischung von alter und neuer, von höherer und sekundärer Bildung wendete, rief heftigen und vehementen Widerstand im Namen der Befürworter von Instituten für beide gleichzeitig hervor, der in De Gids im September 1841, S. 426–442 formuliert worden war und in derselben Zeitschrift im April 1842, in einer 29-seitigen Beilage wiederholt wurde. 1842 hielt Jean Théodore Bergman es für ratsam sich in De Recensent hierzu zu äußern, erhielt allerdings hierzu keine weitere Antwort. Seine Schriften veröffentlichte er unter anderem auch 1824 und 1825 in den Vaderlandschen Letteroefeningen.
Dazu sind viele im Verlag von Luchtmans (siehe Brill (Verlag)) erschienene Werke von Jean Théodore Bergman korrigiert und mit ausführlichen Registern versehen worden.
Durch königlichen Erlass vom 26. Juni 1827 wurde Jean Théodore Bergman als zweiter Unterbibliothekar an der Universitätsbibliothek in Leiden ernannt und 1834, als Professor Jacob Geel erster Bibliothekar wurde, erhielt er seine Ernennung zum zweiten Bibliothekar. In dieser Stellung arbeitete er an dem Katalog der Bibliothek bis zu seiner ehrenvollen von ihm beantragten Pensionierung zum 1. Juli 1865.
Der 1848 erschienene Katalog der Bibliothek der Maatschappij der Nederlandse Letterkunde, deren Mitglied Jean Théodore Bergman seit 1825 war, wurde zum größten Teil von ihm erarbeitet; gemeinsam mit Hendrik Willem Tydeman und Johannes Bodel Nijenhuis (1797–1872) wurde er 1829 in den Bibliotheksausschuss aufgenommen, der für die Aufsicht über die Bibliothek und die Erstellung der jährlichen Nachträge zuständig war. Als die Gesellschaft 1866 ihr Jubiläum feierte, lieferte er für die damals erschienene Gedenkschrift den Beitrag Versuch einer Geschichte der Maatschappij der Nederlandse Letterkunde und wurde bei dieser Gelegenheit zum Ehrenmitglied der Gesellschaft ernannt.
Im Anschluss an einen Vorschlag während der Jahresversammlung der Delegierten der wallonischen Kirchen in den Niederlanden, die im August 1852 in Haag stattfand, wurde angeregt eine Sammlung von Druckwerken und Manuskripten zu etablieren, die sich auf die betreffenden Kirchen beziehen. Es wurde beschlossen, Leiden als geeigneten Aufbewahrungsort auszuwählen, da dort bereits ein Synodaldepot eingerichtet war. Jean Théodore Bergman sprach seine Unterstützung für diesen Vorschlag aus und wurde in der Folge in die Kommission für diese Angelegenheit, die der Kirchenrat der dortigen Wallonischen Gemeinschaft einrichtete, einberufen. Er zeigt sich bereit, die Büchersammlung zu verwalten und gleichzeitig das Sekretariat dieser Kommission zu übernehmen. Er veröffentlichte hierzu 1855 in der Algemeene Konst en Letterbode einen entsprechenden Katalog sowie eine Mitteilung an die Öffentlichkeit über diese Bibliothek.
1867 veröffentlichte er ein erstmals 1630 publiziertes und 1833 nachgedrucktes Werk über die Geschichte der Belagerung und Befreiung Leiden's im Jahr 1574.
In seinen letzten Lebensjahren war er noch literarisch tätig und schrieb Memoria Ludovici Caspari Valckenaerii, die durch die Utrecht'sche Provincial-Genossenschaft 1871 veröffentlicht wurde. 1874 gab er Supplementa adnotationis ad elogium Tiberii Hern-sterhiisii auctore Dav. Ruhnkenio et ad vitam Davidis Ruhnkenii auctore Dan. Wyttenbacchio cum aiictario ad Ruhnkenii opuscula et epistolas heraus und arbeitete bis zuletzt an einer neuen Ausgabe der kleineren Schriften von Petrus Hofman Peerlkamp, die bei seinem in Folge eines Schlaganfalls am 22. November 1878 erfolgten Tod im Druck nahezu vollendet war.

## Schriften (Auswahl)
- Areiopagitikos: Specimen academicum inaugurale, exhibens Isocratis Areopagiticum instructum. Haag, 1819 (Digitalisat).[13]
- Handwoordenboek der Grieksche taal.
  - Band 1. 1822 (Digitalisat).
  - Band 2. 1823.
- David Ruhnken; Jean Théodore Bergman: Opuscula varii argumenti, oratoria, historica, critica.
  - Band 1. 1823 (Digitalisat).
  - Band 2. 1823 (Digitalisat).
- David Ruhnken; Jean Théodore Bergman: Elogium Tiberii Hemsterhusii. Amsterdam, 1824 (Digitalisat).[14]
- Over de Odyssea van Homeus. Leiden, 1826 (Digitalisat).
- Hugo Grotius; Jean Théodore Bergman: De veritate religionis christianae.
  - Band 1. Amsterdam, 1831 (Digitalisat).
  - Band 2.
- Herinnering aan Christoffel Siedenburg. 1837 (Digitalisat).
- Levensschets van Frans Antoni Bosse. Haarlem, 1841 (Digitalisat).
- Antikritiek. In: De Recentsent, Band 65. Amsterdam, 1842. S. 49–66 und 241–250 (Digitalisat).
- Over het leven en de gedichten van Homerus. 2. Auflage. 1850 (Digitalisat).
- Levensberigt van Willem Leonard Mahne. In: Jaarboek van de Maatschappij der Nederlandse Letterkunde. Leiden, 1852. S. 77–81 (Digitalisat).
- Bibliotheek van de walsche Kerkgenootschap. In: Algemeene Konst en Letterbode, Nr. 39. 1855. S. 310–311 (Digitalisat).
- Levensschets van Joannes Matthias Schrant. Leiden, 1864 (Digitalisat).
- Levensschets van J. M. Schrant. Leiden, 1866 (Digitalisat).
- De Oude Leidsche Patroon, of derden Octobers Banket. Leiden, 1867 (Digitalisat).
- Levensberigt van Ulrich Gerard Lauts. In: Jaarboek van de Maatschappij der Nederlandse Letterkunde. Leiden, 1867. S. 141–152 (Digitalisat).
- Nalezing op het levensberigt van den oud-hoogleeraar J. M. Schrant. 1869 (Digitalisat).
- Het wetsontwerp op het Hooger Onderwijs. Leiden, 1869 (Digitalisat).
- Memoria Ludovici Caspari Valckenarii. 1871 (Digitalisat).
- Catalogue de la Biblothèque wallonne, Band 1–3. Leiden, 1875 (Digitalisat).
- Petrus Hofman Peerlkamp; Jean Théodore Bergman: Opuscula oratoria et poetica. 1879 (Digitalisat).